# 66-та паралель південної широти
66-та паралель південної широти — лінія широти, що лежить на 66 градусів південніше земної екваторіальної площини, за 61 км на північ від південного полярного кола. Вона проходить через Південний океан та Антарктиду.
Це найнижча широта, на якій в день літнього сонцестояння вночі сонце не заходить за горизонт і спостерігається полярний день. На цій широті сонце сходить 13 грудня і заходить 30 грудня.

## Список географічних об'єктів, що перетинає 66° пд. ш
Починаючи з Гринвіцького меридіану та рухаючись на схід, 66-та паралель південної широти проходить через:
| Координати                                                   | Континент або океан                                                                  | Примітки                                                                                |
| ------------------------------------------------------------ | ------------------------------------------------------------------------------------ | --------------------------------------------------------------------------------------- |
| 66°0′ пд. ш. 0°0′ сх. д. / 66.000° пд. ш. 0.000° сх. д.      | Південний океан На південь від Атлантичного океана На південь від Індійського океана |                                                                                         |
| 66°0′ пд. ш. 52°0′ сх. д. / 66.000° пд. ш. 52.000° сх. д.    | Антарктида                                                                           | Проходить через Землю Ендербі (претендує Австралія)                                     |
| 66°0′ пд. ш. 55°45′ сх. д. / 66.000° пд. ш. 55.750° сх. д.   | Південний океан На південь від Індійського океана                                    |                                                                                         |
| 66°0′ пд. ш. 81°36′ сх. д. / 66.000° пд. ш. 81.600° сх. д.   | Антарктида                                                                           | Проходить через Землю принцеси Єлизавети (претендує Австралія)                          |
| 66°0′ пд. ш. 82°32′ сх. д. / 66.000° пд. ш. 82.533° сх. д.   | Південний океан На південь від Індійського океана                                    |                                                                                         |
| 66°0′ пд. ш. 87°45′ сх. д. / 66.000° пд. ш. 87.750° сх. д.   | Антарктида                                                                           | Проходить через Землю Вільгельма II (претендує Австралія)                               |
| 66°0′ пд. ш. 88°1′ сх. д. / 66.000° пд. ш. 88.017° сх. д.    | Південний океан На південь від Індійського океана                                    | Проходить південніше острова Дригальського[en]                                          |
| 66°0′ пд. ш. 95°30′ сх. д. / 66.000° пд. ш. 95.500° сх. д.   | Антарктида                                                                           | Проходить через Землю Королеви Мері (претендує Австралія)                               |
| 66°0′ пд. ш. 104°8′ сх. д. / 66.000° пд. ш. 104.133° сх. д.  | Південний океан На південь від Індійського океана                                    |                                                                                         |
| 66°0′ пд. ш. 111°8′ сх. д. / 66.000° пд. ш. 111.133° сх. д.  | Антарктида                                                                           | Проходить через Землю Вілкса (претендує Австралія)                                      |
| 66°0′ пд. ш. 113°52′ сх. д. / 66.000° пд. ш. 113.867° сх. д. | Південний океан На південь від Індійського океана                                    |                                                                                         |
| 66°0′ пд. ш. 121°18′ сх. д. / 66.000° пд. ш. 121.300° сх. д. | Антарктида                                                                           | Проходить через Землю Вілкса (претендує Австралія)                                      |
| 66°0′ пд. ш. 121°44′ сх. д. / 66.000° пд. ш. 121.733° сх. д. | Південний океан На південь від Індійського океана                                    |                                                                                         |
| 66°0′ пд. ш. 129°29′ сх. д. / 66.000° пд. ш. 129.483° сх. д. | Антарктида                                                                           | Проходить через Землю Вілкса (претендує Австралія)                                      |
| 66°0′ пд. ш. 130°5′ сх. д. / 66.000° пд. ш. 130.083° сх. д.  | Південний океан На південь від Індійського океана                                    |                                                                                         |
| 66°0′ пд. ш. 134°32′ сх. д. / 66.000° пд. ш. 134.533° сх. д. | Антарктида                                                                           | Проходить через Землю Вілкса (претендує Австралія)                                      |
| 66°0′ пд. ш. 135°21′ сх. д. / 66.000° пд. ш. 135.350° сх. д. | Південний океан На південь від Індійського океана На південь від Тихого океана       |                                                                                         |
| 66°0′ пд. ш. 65°21′ зх. д. / 66.000° пд. ш. 65.350° зх. д.   | Антарктида                                                                           | Проходить через Антарктичний півострів (претендують Аргентина, Чилі та Велика Британія) |
| 66°0′ пд. ш. 60°18′ зх. д. / 66.000° пд. ш. 60.300° зх. д.   | Південний океан На південь від Атлантичного океана                                   |                                                                                         |